# Sappy
Sappy — песня американской альтернативной рок-группы Nirvana. Впервые выпущена в качестве скрытого трека в 1993 году на сборнике No Alternative. В сборнике песня числилась под названием «Verse Chorus Verse», которым была названа другая песня Nirvana. Эта же песня, но с названием «Sappy», появилась на сборнике раритетных записей With The Lights Out, который был выпущен в 2004 году. Первый вариант песни был записан Куртом Кобейном в 1987 году.

## История
Первоначально песня была записана Кобейном под рабочим названием «Sad», название «Sappy» датируется, по крайней мере, 1987 годом. Песня записывалась несколько раз в студии на протяжении всего времени существования группы. Кобейн никогда не был абсолютно удовлетворен ни одним из вариантов песни. С течением времени в разных вариантах песни Куртом изменялся текст, менялась тональность песни. Окончательный вариант песни был записан Стивом Альбини в Pachyderm Studios в 1993 году во время записи альбома In Utero. Но песня так и не вошла в альбом, а была выпущена на сборнике No Alternative. В этот период песня была переименована в «Verse Chorus Verse», но так как это название носила одна из ранних песен Nirvana, песню принято называть Sappy для того, чтобы избежать путаницы.
Хотя «Sappy» была выпущена только в качестве дополнительного трека на сборнике No Alternative, песня приобрела определенный успех, и скоро многие люди покупали этот альбом в основном только из-за этой песни. «Sappy» стала одной из песен, наиболее часто требуемых публикой на концертах во время европейского тура группы в 1994 году. Последний раз песня была исполнена группой на концерте 25 февраля 1994 года в Милане..

## Студийные версии
| Дата записи   | Студия               | Музыкальный продюсер | Релиз                                                                                       |
| ------------- | -------------------- | -------------------- | ------------------------------------------------------------------------------------------- |
| 1986 — 1988   | Домашняя запись      | Курт Кобейн          | Montage of Heck: The Home Recordings (2015)                                                 |
| Январь, 1990  | Reciprocal Recording | Джек Эндино          | Sliver: The Best of the Box (2005)                                                          |
| Апрель, 1990  | Smart Studios        | Бутч Виг             | Nevermind:20th Anniversary Edition (2011)                                                   |
| Май, 1991     | Sound City Studios   | Бутч Виг             | Официально не издана                                                                        |
| Февраль, 1993 | Pachyderm Studio     | Стив Альбини         | 'No Alternative' (1993) With the Lights Out (2004) In Utero:20th Anniversary Edition (2013) |

## Концертные версии
- Концертная версия «Sappy», записанная 16 февраля 1990 года, вышла на DVD в составе бокс-сета With the Lights Out, выпущенном в 2004 году.
- Концертная версия песни, записанная 9 февраля 1990 года на концерте группы в Портленде, была включена в качестве бонус-трека на издании альбома Bleach:20th Anniversary, выпущенного в 2009 году.